# 澤列尼夫卡 (別爾哥羅德-德涅斯特羅夫斯基區)
46°17′33″N 30°0′20″E / 46.29250°N 30.00556°E
澤萊尼夫卡（烏克蘭語：Зеленівка）是位於烏克蘭西南部的村莊，由敖德萨州裡比爾霍羅德-德涅斯特羅夫斯基區的舊科扎切市鎮負責管轄。該村始建於1887年，面積0.63平方公里，2001年人口177，人口密度每平方公里280.95人。